# Ендру Брајтбарт
Ендру Брајтбарт (енгл. Andrew Breitbart; Лос Анђелес, 1. фебруар 1969 — Лос Анђелес, 1. март 2012) био је амерички новинар, књижевник и политички и друштвени коментатор.

## Биографија
Након што је са Метом Драџом сарађивао на новинском порталу Драџ репорт, а потом са Аријаном Хафингтон на стварању Хафингтон поста, покренуо је портал за агрегацију онлајн вести познат као Breitbart.com, а потом и четири колаборативна блога – Биг Холивуд (посвећен америчкој филмској индустрији), Биг говернмент (посвећен америчкој унутрашњој политици), Биг џурнализам (посвећен америчким медијима) и Биг пис (посвећен америчкој спољашњој политици) – у којима учествују десничарско-оријентисани блогери. Брајтбарт је познат као један од најватренијих присталица и активиста Покрета чајанки (енгл. Tea Party movement). Године 2011. је на блогу Биг џурнализам објавио компромитјуће фотографије које су довеле до оставке демократског конгресмена Ентонија Винера.

## Смрт
Његова изненадна смрт од наводног срчаног удара 1. марта 2012. године на дан за који је најавио објаву података који ће политички „покопати” америчког председника Барака Обаму је довела до стварања теорије завере која је додатно појачана када је 20. априла 2012. на смрт отрован Мајкл Кормијер који је био извршио обдукцију Брајтбарта.